# Imperio principis
La lex regia o pròpiament Lex de Imperio principis, va ser la llei romana que va establir l'Imperi. Es va concedir el poder (imperium) a una sola persona, Octavi, i la seva autoritat reunia les potestats tribunícia, censora i el càrrec de pontífex màxim, i prenia el títol de princeps imperator.
El nom de princeps el va proposar el senador Munaci Planc que va suggerir com a nom per a Octavi el d'August.